# Panthera spelaea
Il leone delle caverne, noto anche come leone della steppa (Panthera spelaea, Goldfuss, 1810), è una specie estinta di Panthera vissuta nel Pleistocene superiore, circa 1,3-0,011 milioni di anni fa, in Eurasia. È comunemente raffigurato nelle pitture rupestri delle tribù di uomini stanziatesi in Europa, segno di un evidente rapporto e scontro con questi grandi felidi.

## Descrizione

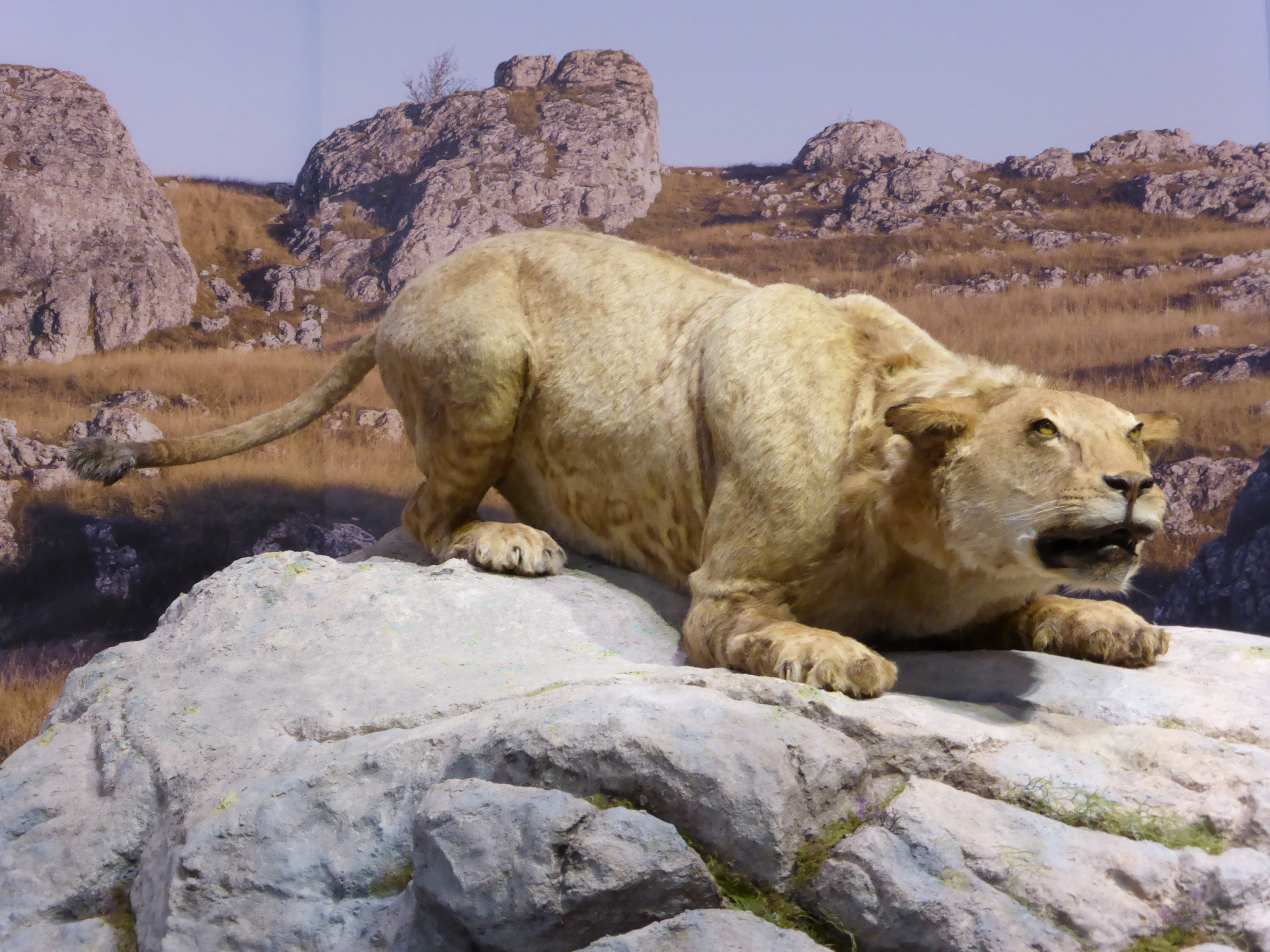
Ricostruzione museale di un Panthera spelaea

Questa specie è stata una delle più grandi del genere Panthera mai esistite. Lo scheletro di un maschio adulto, ritrovato nel 1985 nei pressi di Siegsdorf (Germania), aveva un'altezza al garrese di circa 1,20 m e una lunghezza testa-corpo di 2,10 m escludendo la coda. La corporatura era assai simile a quella di un leone moderno e le dimensioni sono state poi superate da altri esemplari di questa sottospecie. Questo panterino potrebbe essere stato circa l'8-10% più grande dei leoni moderni e più piccolo delle precedenti specie come il Panthera fossilis ed il relativamente più grande leone americano (Panthera atrox).
L'animale è una figura molto frequente nelle raffigurazioni rupestri del Paleolitico, nelle sculture d'avorio e come statuette d'argilla. Queste raffigurazioni mostrano leoni simili a quelli attuali, con un mantello di colore uniforme e un ciuffo di peli all'estremità della coda; le orecchie sono piccole e arrotondate. La criniera, quando presente, è appena abbozzata con pochi tratti nella parte inferiore del collo: se ne è dedotto che anche i maschi ne fossero praticamente privi, caratteristica che si ritrova saltuariamente anche in alcuni leoni odierni, come nel caso dei mangiatori di uomini dello Tsavo. Questi ed altri reperti archeologici indicano che questi animali avevano un importante ruolo nei rituali religiosi paleolitici.

## Classificazione

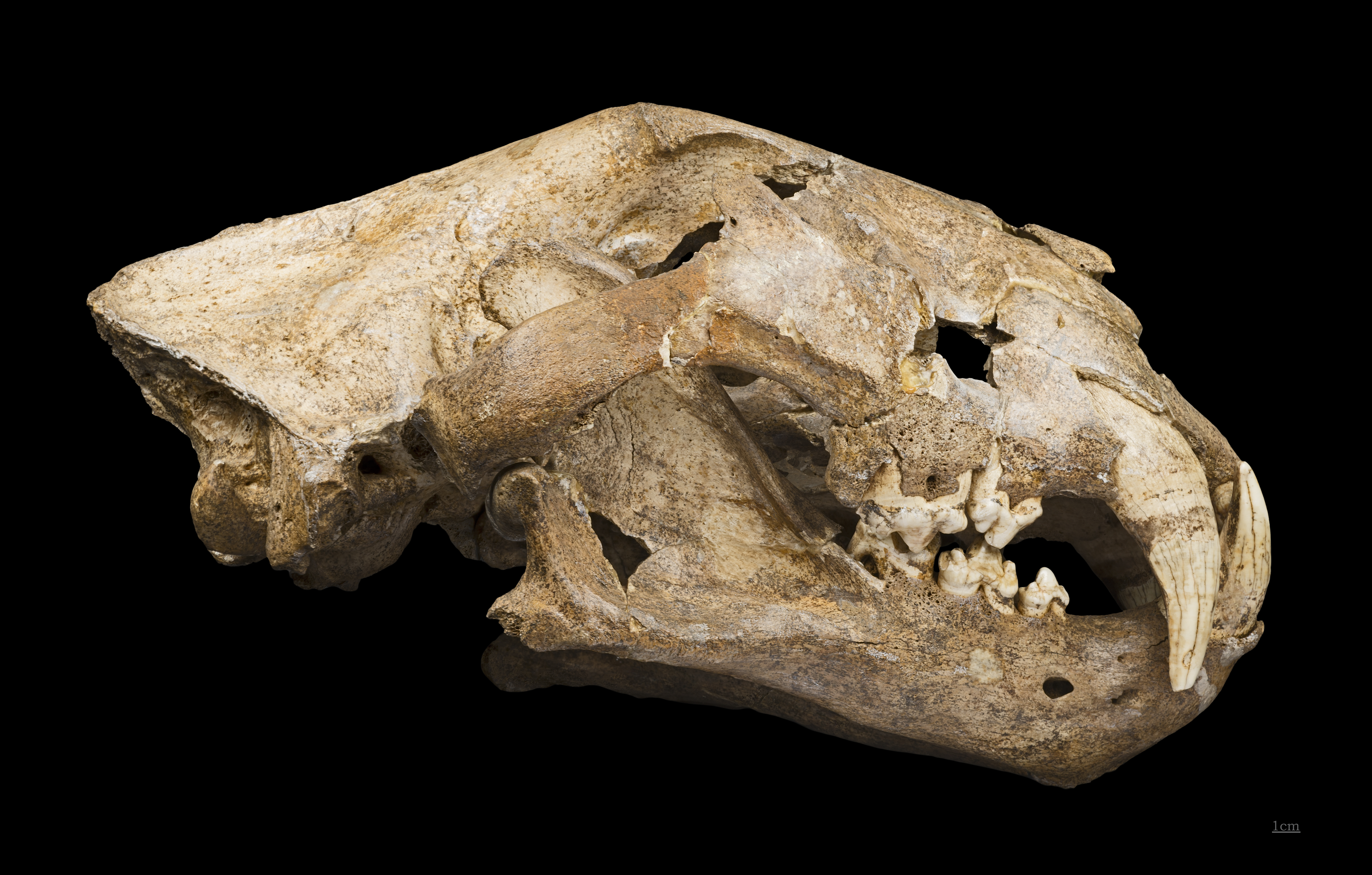
Cranio di Panthera spelaea, al Museo di storia naturale di Tolosa

Il leone delle caverne è considerato una specie a sé stante dai moderni leoni, mentre un'altra classificazione, sulla base della forma del cranio, lo vede più strettamente legato alla tigre, il che cambierebbe il suo nome specifico in Panthera tigris spelaea. Tuttavia, una recente ricerca genetica dimostra che tra i panterini moderni, l'animale è più strettamente legato al leone, formando una singola popolazione con il leone delle caverne di Beringia, che a sua volta è stato considerato come una specie distinta.
Nell'ottobre 2015 è avvenuto il ritrovamento eccezionale di due cuccioli di leone delle caverne perfettamente conservati risalenti ad almeno 10000 anni fa, scoperti in Jacuzia, Siberia, nel permafrost. Le ricerche effettuate sui due esemplari, ribattezzati Uyan e Dina, hanno indicato che i cuccioli avevano, probabilmente, appena una settimana di vita al momento della loro morte, in quanto i denti da latte non erano ancora comparsi. La scoperta mostra che, come nei leoni moderni, anche i cuccioli di leone delle caverne venivano allevati nella tana finché non erano abbastanza grandi per unirsi al branco. I ricercatori pensano che i cuccioli siano rimasti intrappolati o uccisi da una frana, e che in assenza d'aria, i resti si siano conservati in perfette condizioni. In futuro verrà inviata una seconda spedizione nello stesso luogo del precedente ritrovamento, nella speranza di trovare i resti di un terzo cucciolo o eventualmente la madre.

### Evoluzione

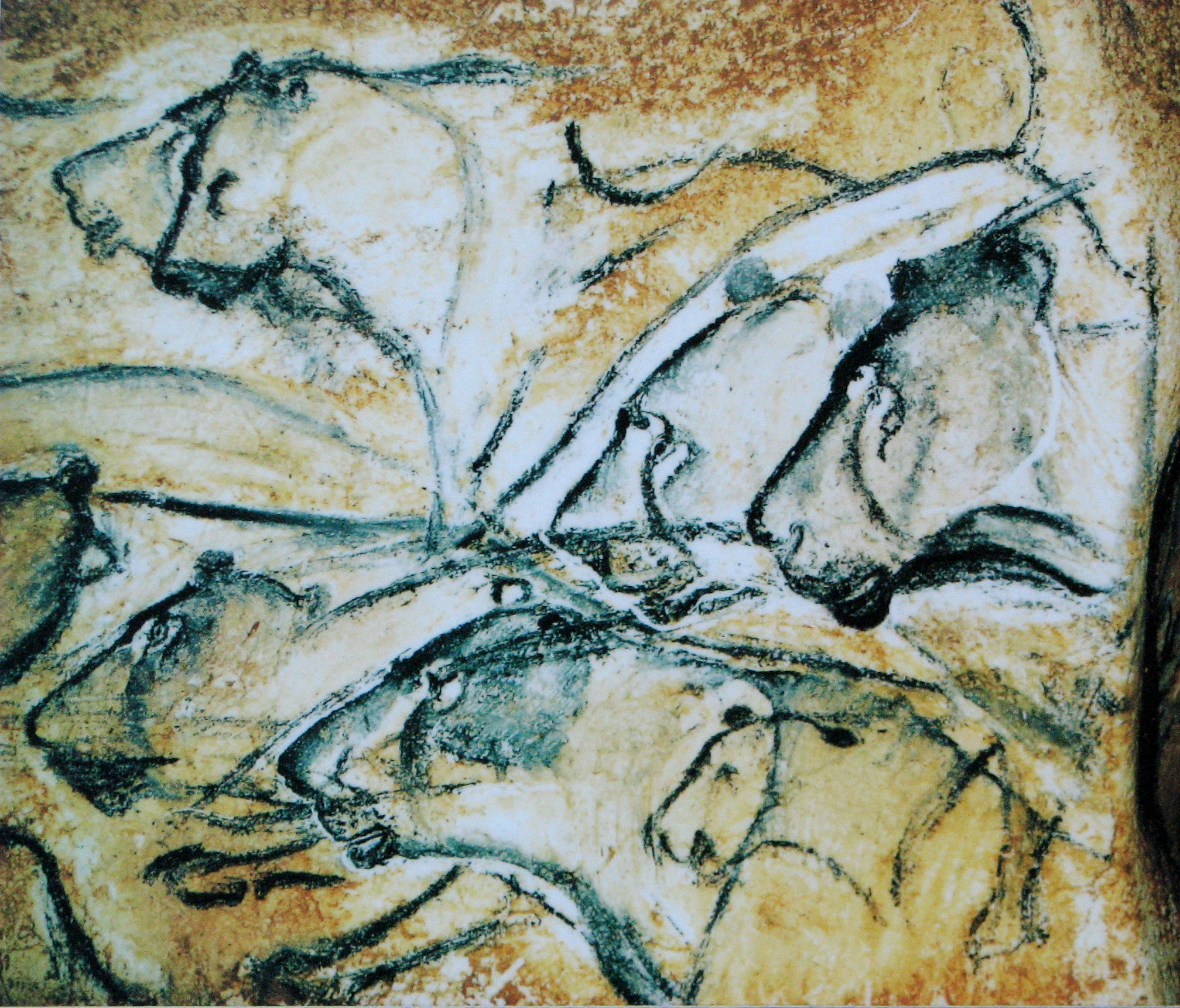
Replica di pitture rupestri raffiguranti leoni delle caverne, nella Grotta Chauvet, Francia

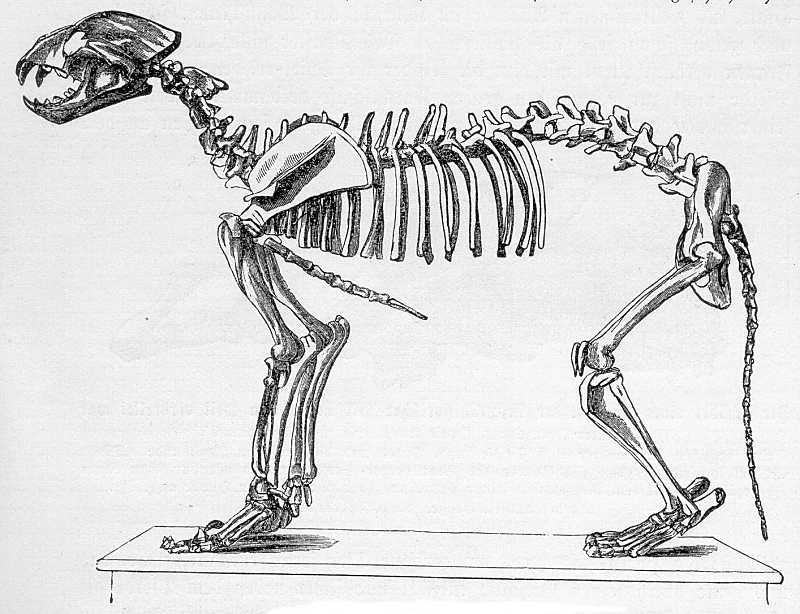
Scheletro di un leone delle caverne dalla miniera di Slouper vicino a Brno nella Repubblica Ceca

Il leone delle caverne si è evoluto dal precedente Panthera fossilis, la cui prima comparsa in Europa risale a circa 700000 anni fa. La prova genetica indica che questo lignaggio è stato isolato dai leoni moderni dopo la loro dispersione in Europa. Il P. spelaea vissuto a partire da 370000, durante il Pleistocene, si estinse circa 12400 anni fa, quando la glaciazione Würm si ritirò.
Il DNA mitocondriale dei dati di sequenza dei resti fossili mostra che il leone americano (P. atrox) rappresenta un lignaggio fratello di P. spelaea, e probabilmente si evolse quando le prime popolazioni di P. spelaea vennero isolate in Nord America, circa 0,34 milioni di anni fa.
Il seguente cladogramma mostra la relazione genetica tra P. l. spelaea e altri pantherini secondo Barnett et al., 2016:
|  | Panthera tigris sumatrae |
|  |                          |
|  | Panthera tigris tigris   |
|  |                          |

|  | Panthera pardus            |
|  |                            |
|  | Panthera pardus japonensis |
|  |                            |

|  | \| \| Panthera leo \| \| \| \| \| \| Panthera persica \| \| \| \| |
|  |                                                                   |
|  | Panthera spelaea                                                  |
|  |                                                                   |
|  | Panthera leo                                                      |
|  |                                                                   |
|  | Panthera persica                                                  |
|  |                                                                   |

|  | Panthera leo     |
|  |                  |
|  | Panthera persica |
|  |                  |

|  | Panthera pardus            |
|  |                            |
|  | Panthera pardus japonensis |
|  |                            |

|  | \| \| Panthera leo \| \| \| \| \| \| Panthera persica \| \| \| \| |
|  |                                                                   |
|  | Panthera spelaea                                                  |
|  |                                                                   |
|  | Panthera leo                                                      |
|  |                                                                   |
|  | Panthera persica                                                  |
|  |                                                                   |

|  | Panthera leo     |
|  |                  |
|  | Panthera persica |
|  |                  |

|  | Panthera pardus            |
|  |                            |
|  | Panthera pardus japonensis |
|  |                            |

|  | \| \| Panthera leo \| \| \| \| \| \| Panthera persica \| \| \| \| |
|  |                                                                   |
|  | Panthera spelaea                                                  |
|  |                                                                   |
|  | Panthera leo                                                      |
|  |                                                                   |
|  | Panthera persica                                                  |
|  |                                                                   |

|  | Panthera leo     |
|  |                  |
|  | Panthera persica |
|  |                  |

|  | Panthera pardus            |
|  |                            |
|  | Panthera pardus japonensis |
|  |                            |

|  | \| \| Panthera leo \| \| \| \| \| \| Panthera persica \| \| \| \| |
|  |                                                                   |
|  | Panthera spelaea                                                  |
|  |                                                                   |
|  | Panthera leo                                                      |
|  |                                                                   |
|  | Panthera persica                                                  |
|  |                                                                   |

|  | Panthera leo     |
|  |                  |
|  | Panthera persica |
|  |                  |

|  | Panthera pardus            |
|  |                            |
|  | Panthera pardus japonensis |
|  |                            |

|  | \| \| Panthera leo \| \| \| \| \| \| Panthera persica \| \| \| \| |
|  |                                                                   |
|  | Panthera spelaea                                                  |
|  |                                                                   |
|  | Panthera leo                                                      |
|  |                                                                   |
|  | Panthera persica                                                  |
|  |                                                                   |

|  | Panthera leo     |
|  |                  |
|  | Panthera persica |
|  |                  |

|  | Panthera pardus            |
|  |                            |
|  | Panthera pardus japonensis |
|  |                            |

|  | \| \| Panthera leo \| \| \| \| \| \| Panthera persica \| \| \| \| |
|  |                                                                   |
|  | Panthera spelaea                                                  |
|  |                                                                   |
|  | Panthera leo                                                      |
|  |                                                                   |
|  | Panthera persica                                                  |
|  |                                                                   |

|  | Panthera leo     |
|  |                  |
|  | Panthera persica |
|  |                  |

|  | Panthera pardus            |
|  |                            |
|  | Panthera pardus japonensis |
|  |                            |

|  | \| \| Panthera leo \| \| \| \| \| \| Panthera persica \| \| \| \| |
|  |                                                                   |
|  | Panthera spelaea                                                  |
|  |                                                                   |
|  | Panthera leo                                                      |
|  |                                                                   |
|  | Panthera persica                                                  |
|  |                                                                   |

|  | Panthera leo     |
|  |                  |
|  | Panthera persica |
|  |                  |

|  | Panthera pardus            |
|  |                            |
|  | Panthera pardus japonensis |
|  |                            |

|  | \| \| Panthera leo \| \| \| \| \| \| Panthera persica \| \| \| \| |
|  |                                                                   |
|  | Panthera spelaea                                                  |
|  |                                                                   |
|  | Panthera leo                                                      |
|  |                                                                   |
|  | Panthera persica                                                  |
|  |                                                                   |

|  | Panthera leo     |
|  |                  |
|  | Panthera persica |
|  |                  |

|  | Panthera tigris sumatrae |
|  |                          |
|  | Panthera tigris tigris   |
|  |                          |

|  | Panthera pardus            |
|  |                            |
|  | Panthera pardus japonensis |
|  |                            |

|  | \| \| Panthera leo \| \| \| \| \| \| Panthera persica \| \| \| \| |
|  |                                                                   |
|  | Panthera spelaea                                                  |
|  |                                                                   |
|  | Panthera leo                                                      |
|  |                                                                   |
|  | Panthera persica                                                  |
|  |                                                                   |

|  | Panthera leo     |
|  |                  |
|  | Panthera persica |
|  |                  |

|  | Panthera pardus            |
|  |                            |
|  | Panthera pardus japonensis |
|  |                            |

|  | \| \| Panthera leo \| \| \| \| \| \| Panthera persica \| \| \| \| |
|  |                                                                   |
|  | Panthera spelaea                                                  |
|  |                                                                   |
|  | Panthera leo                                                      |
|  |                                                                   |
|  | Panthera persica                                                  |
|  |                                                                   |

|  | Panthera leo     |
|  |                  |
|  | Panthera persica |
|  |                  |

|  | Panthera pardus            |
|  |                            |
|  | Panthera pardus japonensis |
|  |                            |

|  | \| \| Panthera leo \| \| \| \| \| \| Panthera persica \| \| \| \| |
|  |                                                                   |
|  | Panthera spelaea                                                  |
|  |                                                                   |
|  | Panthera leo                                                      |
|  |                                                                   |
|  | Panthera persica                                                  |
|  |                                                                   |

|  | Panthera leo     |
|  |                  |
|  | Panthera persica |
|  |                  |

|  | Panthera pardus            |
|  |                            |
|  | Panthera pardus japonensis |
|  |                            |

|  | \| \| Panthera leo \| \| \| \| \| \| Panthera persica \| \| \| \| |
|  |                                                                   |
|  | Panthera spelaea                                                  |
|  |                                                                   |
|  | Panthera leo                                                      |
|  |                                                                   |
|  | Panthera persica                                                  |
|  |                                                                   |

|  | Panthera leo     |
|  |                  |
|  | Panthera persica |
|  |                  |

|  | Panthera pardus            |
|  |                            |
|  | Panthera pardus japonensis |
|  |                            |

|  | \| \| Panthera leo \| \| \| \| \| \| Panthera persica \| \| \| \| |
|  |                                                                   |
|  | Panthera spelaea                                                  |
|  |                                                                   |
|  | Panthera leo                                                      |
|  |                                                                   |
|  | Panthera persica                                                  |
|  |                                                                   |

|  | Panthera leo     |
|  |                  |
|  | Panthera persica |
|  |                  |

|  | Panthera pardus            |
|  |                            |
|  | Panthera pardus japonensis |
|  |                            |

|  | \| \| Panthera leo \| \| \| \| \| \| Panthera persica \| \| \| \| |
|  |                                                                   |
|  | Panthera spelaea                                                  |
|  |                                                                   |
|  | Panthera leo                                                      |
|  |                                                                   |
|  | Panthera persica                                                  |
|  |                                                                   |

|  | Panthera leo     |
|  |                  |
|  | Panthera persica |
|  |                  |

|  | Panthera pardus            |
|  |                            |
|  | Panthera pardus japonensis |
|  |                            |

|  | \| \| Panthera leo \| \| \| \| \| \| Panthera persica \| \| \| \| |
|  |                                                                   |
|  | Panthera spelaea                                                  |
|  |                                                                   |
|  | Panthera leo                                                      |
|  |                                                                   |
|  | Panthera persica                                                  |
|  |                                                                   |

|  | Panthera leo     |
|  |                  |
|  | Panthera persica |
|  |                  |

|  | Panthera pardus            |
|  |                            |
|  | Panthera pardus japonensis |
|  |                            |

|  | \| \| Panthera leo \| \| \| \| \| \| Panthera persica \| \| \| \| |
|  |                                                                   |
|  | Panthera spelaea                                                  |
|  |                                                                   |
|  | Panthera leo                                                      |
|  |                                                                   |
|  | Panthera persica                                                  |
|  |                                                                   |

|  | Panthera leo     |
|  |                  |
|  | Panthera persica |
|  |                  |

|  | Panthera tigris sumatrae |
|  |                          |
|  | Panthera tigris tigris   |
|  |                          |

|  | Panthera pardus            |
|  |                            |
|  | Panthera pardus japonensis |
|  |                            |

|  | \| \| Panthera leo \| \| \| \| \| \| Panthera persica \| \| \| \| |
|  |                                                                   |
|  | Panthera spelaea                                                  |
|  |                                                                   |
|  | Panthera leo                                                      |
|  |                                                                   |
|  | Panthera persica                                                  |
|  |                                                                   |

|  | Panthera leo     |
|  |                  |
|  | Panthera persica |
|  |                  |

|  | Panthera pardus            |
|  |                            |
|  | Panthera pardus japonensis |
|  |                            |

|  | \| \| Panthera leo \| \| \| \| \| \| Panthera persica \| \| \| \| |
|  |                                                                   |
|  | Panthera spelaea                                                  |
|  |                                                                   |
|  | Panthera leo                                                      |
|  |                                                                   |
|  | Panthera persica                                                  |
|  |                                                                   |

|  | Panthera leo     |
|  |                  |
|  | Panthera persica |
|  |                  |

|  | Panthera pardus            |
|  |                            |
|  | Panthera pardus japonensis |
|  |                            |

|  | \| \| Panthera leo \| \| \| \| \| \| Panthera persica \| \| \| \| |
|  |                                                                   |
|  | Panthera spelaea                                                  |
|  |                                                                   |
|  | Panthera leo                                                      |
|  |                                                                   |
|  | Panthera persica                                                  |
|  |                                                                   |

|  | Panthera leo     |
|  |                  |
|  | Panthera persica |
|  |                  |

|  | Panthera pardus            |
|  |                            |
|  | Panthera pardus japonensis |
|  |                            |

|  | \| \| Panthera leo \| \| \| \| \| \| Panthera persica \| \| \| \| |
|  |                                                                   |
|  | Panthera spelaea                                                  |
|  |                                                                   |
|  | Panthera leo                                                      |
|  |                                                                   |
|  | Panthera persica                                                  |
|  |                                                                   |

|  | Panthera leo     |
|  |                  |
|  | Panthera persica |
|  |                  |

|  | Panthera pardus            |
|  |                            |
|  | Panthera pardus japonensis |
|  |                            |

|  | \| \| Panthera leo \| \| \| \| \| \| Panthera persica \| \| \| \| |
|  |                                                                   |
|  | Panthera spelaea                                                  |
|  |                                                                   |
|  | Panthera leo                                                      |
|  |                                                                   |
|  | Panthera persica                                                  |
|  |                                                                   |

|  | Panthera leo     |
|  |                  |
|  | Panthera persica |
|  |                  |

|  | Panthera pardus            |
|  |                            |
|  | Panthera pardus japonensis |
|  |                            |

|  | \| \| Panthera leo \| \| \| \| \| \| Panthera persica \| \| \| \| |
|  |                                                                   |
|  | Panthera spelaea                                                  |
|  |                                                                   |
|  | Panthera leo                                                      |
|  |                                                                   |
|  | Panthera persica                                                  |
|  |                                                                   |

|  | Panthera leo     |
|  |                  |
|  | Panthera persica |
|  |                  |

|  | Panthera pardus            |
|  |                            |
|  | Panthera pardus japonensis |
|  |                            |

|  | \| \| Panthera leo \| \| \| \| \| \| Panthera persica \| \| \| \| |
|  |                                                                   |
|  | Panthera spelaea                                                  |
|  |                                                                   |
|  | Panthera leo                                                      |
|  |                                                                   |
|  | Panthera persica                                                  |
|  |                                                                   |

|  | Panthera leo     |
|  |                  |
|  | Panthera persica |
|  |                  |

|  | Panthera pardus            |
|  |                            |
|  | Panthera pardus japonensis |
|  |                            |

|  | \| \| Panthera leo \| \| \| \| \| \| Panthera persica \| \| \| \| |
|  |                                                                   |
|  | Panthera spelaea                                                  |
|  |                                                                   |
|  | Panthera leo                                                      |
|  |                                                                   |
|  | Panthera persica                                                  |
|  |                                                                   |

|  | Panthera leo     |
|  |                  |
|  | Panthera persica |
|  |                  |

|  | Panthera tigris sumatrae |
|  |                          |
|  | Panthera tigris tigris   |
|  |                          |

|  | Panthera pardus            |
|  |                            |
|  | Panthera pardus japonensis |
|  |                            |

|  | \| \| Panthera leo \| \| \| \| \| \| Panthera persica \| \| \| \| |
|  |                                                                   |
|  | Panthera spelaea                                                  |
|  |                                                                   |
|  | Panthera leo                                                      |
|  |                                                                   |
|  | Panthera persica                                                  |
|  |                                                                   |

|  | Panthera leo     |
|  |                  |
|  | Panthera persica |
|  |                  |

|  | Panthera pardus            |
|  |                            |
|  | Panthera pardus japonensis |
|  |                            |

|  | \| \| Panthera leo \| \| \| \| \| \| Panthera persica \| \| \| \| |
|  |                                                                   |
|  | Panthera spelaea                                                  |
|  |                                                                   |
|  | Panthera leo                                                      |
|  |                                                                   |
|  | Panthera persica                                                  |
|  |                                                                   |

|  | Panthera leo     |
|  |                  |
|  | Panthera persica |
|  |                  |

|  | Panthera pardus            |
|  |                            |
|  | Panthera pardus japonensis |
|  |                            |

|  | \| \| Panthera leo \| \| \| \| \| \| Panthera persica \| \| \| \| |
|  |                                                                   |
|  | Panthera spelaea                                                  |
|  |                                                                   |
|  | Panthera leo                                                      |
|  |                                                                   |
|  | Panthera persica                                                  |
|  |                                                                   |

|  | Panthera leo     |
|  |                  |
|  | Panthera persica |
|  |                  |

|  | Panthera pardus            |
|  |                            |
|  | Panthera pardus japonensis |
|  |                            |

|  | \| \| Panthera leo \| \| \| \| \| \| Panthera persica \| \| \| \| |
|  |                                                                   |
|  | Panthera spelaea                                                  |
|  |                                                                   |
|  | Panthera leo                                                      |
|  |                                                                   |
|  | Panthera persica                                                  |
|  |                                                                   |

|  | Panthera leo     |
|  |                  |
|  | Panthera persica |
|  |                  |

|  | Panthera pardus            |
|  |                            |
|  | Panthera pardus japonensis |
|  |                            |

|  | \| \| Panthera leo \| \| \| \| \| \| Panthera persica \| \| \| \| |
|  |                                                                   |
|  | Panthera spelaea                                                  |
|  |                                                                   |
|  | Panthera leo                                                      |
|  |                                                                   |
|  | Panthera persica                                                  |
|  |                                                                   |

|  | Panthera leo     |
|  |                  |
|  | Panthera persica |
|  |                  |

|  | Panthera pardus            |
|  |                            |
|  | Panthera pardus japonensis |
|  |                            |

|  | \| \| Panthera leo \| \| \| \| \| \| Panthera persica \| \| \| \| |
|  |                                                                   |
|  | Panthera spelaea                                                  |
|  |                                                                   |
|  | Panthera leo                                                      |
|  |                                                                   |
|  | Panthera persica                                                  |
|  |                                                                   |

|  | Panthera leo     |
|  |                  |
|  | Panthera persica |
|  |                  |

|  | Panthera pardus            |
|  |                            |
|  | Panthera pardus japonensis |
|  |                            |

|  | \| \| Panthera leo \| \| \| \| \| \| Panthera persica \| \| \| \| |
|  |                                                                   |
|  | Panthera spelaea                                                  |
|  |                                                                   |
|  | Panthera leo                                                      |
|  |                                                                   |
|  | Panthera persica                                                  |
|  |                                                                   |

|  | Panthera leo     |
|  |                  |
|  | Panthera persica |
|  |                  |

|  | Panthera pardus            |
|  |                            |
|  | Panthera pardus japonensis |
|  |                            |

|  | \| \| Panthera leo \| \| \| \| \| \| Panthera persica \| \| \| \| |
|  |                                                                   |
|  | Panthera spelaea                                                  |
|  |                                                                   |
|  | Panthera leo                                                      |
|  |                                                                   |
|  | Panthera persica                                                  |
|  |                                                                   |

|  | Panthera leo     |
|  |                  |
|  | Panthera persica |
|  |                  |

|  | Panthera tigris sumatrae |
|  |                          |
|  | Panthera tigris tigris   |
|  |                          |

|  | Panthera pardus            |
|  |                            |
|  | Panthera pardus japonensis |
|  |                            |

|  | \| \| Panthera leo \| \| \| \| \| \| Panthera persica \| \| \| \| |
|  |                                                                   |
|  | Panthera spelaea                                                  |
|  |                                                                   |
|  | Panthera leo                                                      |
|  |                                                                   |
|  | Panthera persica                                                  |
|  |                                                                   |

|  | Panthera leo     |
|  |                  |
|  | Panthera persica |
|  |                  |

|  | Panthera pardus            |
|  |                            |
|  | Panthera pardus japonensis |
|  |                            |

|  | \| \| Panthera leo \| \| \| \| \| \| Panthera persica \| \| \| \| |
|  |                                                                   |
|  | Panthera spelaea                                                  |
|  |                                                                   |
|  | Panthera leo                                                      |
|  |                                                                   |
|  | Panthera persica                                                  |
|  |                                                                   |

|  | Panthera leo     |
|  |                  |
|  | Panthera persica |
|  |                  |

|  | Panthera pardus            |
|  |                            |
|  | Panthera pardus japonensis |
|  |                            |

|  | \| \| Panthera leo \| \| \| \| \| \| Panthera persica \| \| \| \| |
|  |                                                                   |
|  | Panthera spelaea                                                  |
|  |                                                                   |
|  | Panthera leo                                                      |
|  |                                                                   |
|  | Panthera persica                                                  |
|  |                                                                   |

|  | Panthera leo     |
|  |                  |
|  | Panthera persica |
|  |                  |

|  | Panthera pardus            |
|  |                            |
|  | Panthera pardus japonensis |
|  |                            |

|  | \| \| Panthera leo \| \| \| \| \| \| Panthera persica \| \| \| \| |
|  |                                                                   |
|  | Panthera spelaea                                                  |
|  |                                                                   |
|  | Panthera leo                                                      |
|  |                                                                   |
|  | Panthera persica                                                  |
|  |                                                                   |

|  | Panthera leo     |
|  |                  |
|  | Panthera persica |
|  |                  |

|  | Panthera pardus            |
|  |                            |
|  | Panthera pardus japonensis |
|  |                            |

|  | \| \| Panthera leo \| \| \| \| \| \| Panthera persica \| \| \| \| |
|  |                                                                   |
|  | Panthera spelaea                                                  |
|  |                                                                   |
|  | Panthera leo                                                      |
|  |                                                                   |
|  | Panthera persica                                                  |
|  |                                                                   |

|  | Panthera leo     |
|  |                  |
|  | Panthera persica |
|  |                  |

|  | Panthera pardus            |
|  |                            |
|  | Panthera pardus japonensis |
|  |                            |

|  | \| \| Panthera leo \| \| \| \| \| \| Panthera persica \| \| \| \| |
|  |                                                                   |
|  | Panthera spelaea                                                  |
|  |                                                                   |
|  | Panthera leo                                                      |
|  |                                                                   |
|  | Panthera persica                                                  |
|  |                                                                   |

|  | Panthera leo     |
|  |                  |
|  | Panthera persica |
|  |                  |

|  | Panthera pardus            |
|  |                            |
|  | Panthera pardus japonensis |
|  |                            |

|  | \| \| Panthera leo \| \| \| \| \| \| Panthera persica \| \| \| \| |
|  |                                                                   |
|  | Panthera spelaea                                                  |
|  |                                                                   |
|  | Panthera leo                                                      |
|  |                                                                   |
|  | Panthera persica                                                  |
|  |                                                                   |

|  | Panthera leo     |
|  |                  |
|  | Panthera persica |
|  |                  |

|  | Panthera pardus            |
|  |                            |
|  | Panthera pardus japonensis |
|  |                            |

|  | \| \| Panthera leo \| \| \| \| \| \| Panthera persica \| \| \| \| |
|  |                                                                   |
|  | Panthera spelaea                                                  |
|  |                                                                   |
|  | Panthera leo                                                      |
|  |                                                                   |
|  | Panthera persica                                                  |
|  |                                                                   |

|  | Panthera leo     |
|  |                  |
|  | Panthera persica |
|  |                  |

|  | Panthera tigris sumatrae |
|  |                          |
|  | Panthera tigris tigris   |
|  |                          |

|  | Panthera pardus            |
|  |                            |
|  | Panthera pardus japonensis |
|  |                            |

|  | \| \| Panthera leo \| \| \| \| \| \| Panthera persica \| \| \| \| |
|  |                                                                   |
|  | Panthera spelaea                                                  |
|  |                                                                   |
|  | Panthera leo                                                      |
|  |                                                                   |
|  | Panthera persica                                                  |
|  |                                                                   |

|  | Panthera leo     |
|  |                  |
|  | Panthera persica |
|  |                  |

|  | Panthera pardus            |
|  |                            |
|  | Panthera pardus japonensis |
|  |                            |

|  | \| \| Panthera leo \| \| \| \| \| \| Panthera persica \| \| \| \| |
|  |                                                                   |
|  | Panthera spelaea                                                  |
|  |                                                                   |
|  | Panthera leo                                                      |
|  |                                                                   |
|  | Panthera persica                                                  |
|  |                                                                   |

|  | Panthera leo     |
|  |                  |
|  | Panthera persica |
|  |                  |

|  | Panthera pardus            |
|  |                            |
|  | Panthera pardus japonensis |
|  |                            |

|  | \| \| Panthera leo \| \| \| \| \| \| Panthera persica \| \| \| \| |
|  |                                                                   |
|  | Panthera spelaea                                                  |
|  |                                                                   |
|  | Panthera leo                                                      |
|  |                                                                   |
|  | Panthera persica                                                  |
|  |                                                                   |

|  | Panthera leo     |
|  |                  |
|  | Panthera persica |
|  |                  |

|  | Panthera pardus            |
|  |                            |
|  | Panthera pardus japonensis |
|  |                            |

|  | \| \| Panthera leo \| \| \| \| \| \| Panthera persica \| \| \| \| |
|  |                                                                   |
|  | Panthera spelaea                                                  |
|  |                                                                   |
|  | Panthera leo                                                      |
|  |                                                                   |
|  | Panthera persica                                                  |
|  |                                                                   |

|  | Panthera leo     |
|  |                  |
|  | Panthera persica |
|  |                  |

|  | Panthera pardus            |
|  |                            |
|  | Panthera pardus japonensis |
|  |                            |

|  | \| \| Panthera leo \| \| \| \| \| \| Panthera persica \| \| \| \| |
|  |                                                                   |
|  | Panthera spelaea                                                  |
|  |                                                                   |
|  | Panthera leo                                                      |
|  |                                                                   |
|  | Panthera persica                                                  |
|  |                                                                   |

|  | Panthera leo     |
|  |                  |
|  | Panthera persica |
|  |                  |

|  | Panthera pardus            |
|  |                            |
|  | Panthera pardus japonensis |
|  |                            |

|  | \| \| Panthera leo \| \| \| \| \| \| Panthera persica \| \| \| \| |
|  |                                                                   |
|  | Panthera spelaea                                                  |
|  |                                                                   |
|  | Panthera leo                                                      |
|  |                                                                   |
|  | Panthera persica                                                  |
|  |                                                                   |

|  | Panthera leo     |
|  |                  |
|  | Panthera persica |
|  |                  |

|  | Panthera pardus            |
|  |                            |
|  | Panthera pardus japonensis |
|  |                            |

|  | \| \| Panthera leo \| \| \| \| \| \| Panthera persica \| \| \| \| |
|  |                                                                   |
|  | Panthera spelaea                                                  |
|  |                                                                   |
|  | Panthera leo                                                      |
|  |                                                                   |
|  | Panthera persica                                                  |
|  |                                                                   |

|  | Panthera leo     |
|  |                  |
|  | Panthera persica |
|  |                  |

|  | Panthera pardus            |
|  |                            |
|  | Panthera pardus japonensis |
|  |                            |

|  | \| \| Panthera leo \| \| \| \| \| \| Panthera persica \| \| \| \| |
|  |                                                                   |
|  | Panthera spelaea                                                  |
|  |                                                                   |
|  | Panthera leo                                                      |
|  |                                                                   |
|  | Panthera persica                                                  |
|  |                                                                   |

|  | Panthera leo     |
|  |                  |
|  | Panthera persica |
|  |                  |

|  | Panthera tigris sumatrae |
|  |                          |
|  | Panthera tigris tigris   |
|  |                          |

|  | Panthera pardus            |
|  |                            |
|  | Panthera pardus japonensis |
|  |                            |

|  | \| \| Panthera leo \| \| \| \| \| \| Panthera persica \| \| \| \| |
|  |                                                                   |
|  | Panthera spelaea                                                  |
|  |                                                                   |
|  | Panthera leo                                                      |
|  |                                                                   |
|  | Panthera persica                                                  |
|  |                                                                   |

|  | Panthera leo     |
|  |                  |
|  | Panthera persica |
|  |                  |

|  | Panthera pardus            |
|  |                            |
|  | Panthera pardus japonensis |
|  |                            |

|  | \| \| Panthera leo \| \| \| \| \| \| Panthera persica \| \| \| \| |
|  |                                                                   |
|  | Panthera spelaea                                                  |
|  |                                                                   |
|  | Panthera leo                                                      |
|  |                                                                   |
|  | Panthera persica                                                  |
|  |                                                                   |

|  | Panthera leo     |
|  |                  |
|  | Panthera persica |
|  |                  |

|  | Panthera pardus            |
|  |                            |
|  | Panthera pardus japonensis |
|  |                            |

|  | \| \| Panthera leo \| \| \| \| \| \| Panthera persica \| \| \| \| |
|  |                                                                   |
|  | Panthera spelaea                                                  |
|  |                                                                   |
|  | Panthera leo                                                      |
|  |                                                                   |
|  | Panthera persica                                                  |
|  |                                                                   |

|  | Panthera leo     |
|  |                  |
|  | Panthera persica |
|  |                  |

|  | Panthera pardus            |
|  |                            |
|  | Panthera pardus japonensis |
|  |                            |

|  | \| \| Panthera leo \| \| \| \| \| \| Panthera persica \| \| \| \| |
|  |                                                                   |
|  | Panthera spelaea                                                  |
|  |                                                                   |
|  | Panthera leo                                                      |
|  |                                                                   |
|  | Panthera persica                                                  |
|  |                                                                   |

|  | Panthera leo     |
|  |                  |
|  | Panthera persica |
|  |                  |

|  | Panthera pardus            |
|  |                            |
|  | Panthera pardus japonensis |
|  |                            |

|  | \| \| Panthera leo \| \| \| \| \| \| Panthera persica \| \| \| \| |
|  |                                                                   |
|  | Panthera spelaea                                                  |
|  |                                                                   |
|  | Panthera leo                                                      |
|  |                                                                   |
|  | Panthera persica                                                  |
|  |                                                                   |

|  | Panthera leo     |
|  |                  |
|  | Panthera persica |
|  |                  |

|  | Panthera pardus            |
|  |                            |
|  | Panthera pardus japonensis |
|  |                            |

|  | \| \| Panthera leo \| \| \| \| \| \| Panthera persica \| \| \| \| |
|  |                                                                   |
|  | Panthera spelaea                                                  |
|  |                                                                   |
|  | Panthera leo                                                      |
|  |                                                                   |
|  | Panthera persica                                                  |
|  |                                                                   |

|  | Panthera leo     |
|  |                  |
|  | Panthera persica |
|  |                  |

|  | Panthera pardus            |
|  |                            |
|  | Panthera pardus japonensis |
|  |                            |

|  | \| \| Panthera leo \| \| \| \| \| \| Panthera persica \| \| \| \| |
|  |                                                                   |
|  | Panthera spelaea                                                  |
|  |                                                                   |
|  | Panthera leo                                                      |
|  |                                                                   |
|  | Panthera persica                                                  |
|  |                                                                   |

|  | Panthera leo     |
|  |                  |
|  | Panthera persica |
|  |                  |

|  | Panthera pardus            |
|  |                            |
|  | Panthera pardus japonensis |
|  |                            |

|  | \| \| Panthera leo \| \| \| \| \| \| Panthera persica \| \| \| \| |
|  |                                                                   |
|  | Panthera spelaea                                                  |
|  |                                                                   |
|  | Panthera leo                                                      |
|  |                                                                   |
|  | Panthera persica                                                  |
|  |                                                                   |

|  | Panthera leo     |
|  |                  |
|  | Panthera persica |
|  |                  |

|  | Panthera tigris sumatrae |
|  |                          |
|  | Panthera tigris tigris   |
|  |                          |

|  | Panthera pardus            |
|  |                            |
|  | Panthera pardus japonensis |
|  |                            |

|  | \| \| Panthera leo \| \| \| \| \| \| Panthera persica \| \| \| \| |
|  |                                                                   |
|  | Panthera spelaea                                                  |
|  |                                                                   |
|  | Panthera leo                                                      |
|  |                                                                   |
|  | Panthera persica                                                  |
|  |                                                                   |

|  | Panthera leo     |
|  |                  |
|  | Panthera persica |
|  |                  |

|  | Panthera pardus            |
|  |                            |
|  | Panthera pardus japonensis |
|  |                            |

|  | \| \| Panthera leo \| \| \| \| \| \| Panthera persica \| \| \| \| |
|  |                                                                   |
|  | Panthera spelaea                                                  |
|  |                                                                   |
|  | Panthera leo                                                      |
|  |                                                                   |
|  | Panthera persica                                                  |
|  |                                                                   |

|  | Panthera leo     |
|  |                  |
|  | Panthera persica |
|  |                  |

|  | Panthera pardus            |
|  |                            |
|  | Panthera pardus japonensis |
|  |                            |

|  | \| \| Panthera leo \| \| \| \| \| \| Panthera persica \| \| \| \| |
|  |                                                                   |
|  | Panthera spelaea                                                  |
|  |                                                                   |
|  | Panthera leo                                                      |
|  |                                                                   |
|  | Panthera persica                                                  |
|  |                                                                   |

|  | Panthera leo     |
|  |                  |
|  | Panthera persica |
|  |                  |

|  | Panthera pardus            |
|  |                            |
|  | Panthera pardus japonensis |
|  |                            |

|  | \| \| Panthera leo \| \| \| \| \| \| Panthera persica \| \| \| \| |
|  |                                                                   |
|  | Panthera spelaea                                                  |
|  |                                                                   |
|  | Panthera leo                                                      |
|  |                                                                   |
|  | Panthera persica                                                  |
|  |                                                                   |

|  | Panthera leo     |
|  |                  |
|  | Panthera persica |
|  |                  |

|  | Panthera pardus            |
|  |                            |
|  | Panthera pardus japonensis |
|  |                            |

|  | \| \| Panthera leo \| \| \| \| \| \| Panthera persica \| \| \| \| |
|  |                                                                   |
|  | Panthera spelaea                                                  |
|  |                                                                   |
|  | Panthera leo                                                      |
|  |                                                                   |
|  | Panthera persica                                                  |
|  |                                                                   |

|  | Panthera leo     |
|  |                  |
|  | Panthera persica |
|  |                  |

|  | Panthera pardus            |
|  |                            |
|  | Panthera pardus japonensis |
|  |                            |

|  | \| \| Panthera leo \| \| \| \| \| \| Panthera persica \| \| \| \| |
|  |                                                                   |
|  | Panthera spelaea                                                  |
|  |                                                                   |
|  | Panthera leo                                                      |
|  |                                                                   |
|  | Panthera persica                                                  |
|  |                                                                   |

|  | Panthera leo     |
|  |                  |
|  | Panthera persica |
|  |                  |

|  | Panthera pardus            |
|  |                            |
|  | Panthera pardus japonensis |
|  |                            |

|  | \| \| Panthera leo \| \| \| \| \| \| Panthera persica \| \| \| \| |
|  |                                                                   |
|  | Panthera spelaea                                                  |
|  |                                                                   |
|  | Panthera leo                                                      |
|  |                                                                   |
|  | Panthera persica                                                  |
|  |                                                                   |

|  | Panthera leo     |
|  |                  |
|  | Panthera persica |
|  |                  |

|  | Panthera pardus            |
|  |                            |
|  | Panthera pardus japonensis |
|  |                            |

|  | \| \| Panthera leo \| \| \| \| \| \| Panthera persica \| \| \| \| |
|  |                                                                   |
|  | Panthera spelaea                                                  |
|  |                                                                   |
|  | Panthera leo                                                      |
|  |                                                                   |
|  | Panthera persica                                                  |
|  |                                                                   |

|  | Panthera leo     |
|  |                  |
|  | Panthera persica |
|  |                  |

## Paleobiologia

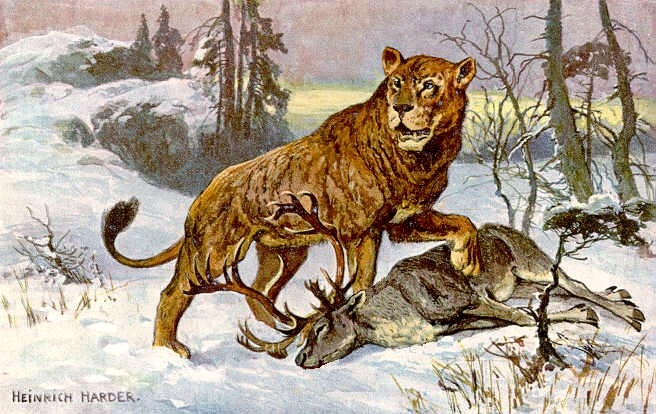
Un leone delle caverne con una renna, in un dipinto di Heinrich Harder

Questi attivi carnivori predavano i grandi animali erbivori del loro tempo, tra cui cavalli, cervi, renne, bisonti e vecchi o giovani mammut, che uccidevano facilmente grazie al potente morso dei loro denti aguzzi. In alcune pitture rupestri vengono mostrati leoni delle caverne che cacciano in branco, il che suggerisce una strategia di caccia molto simile a quella dei leoni attuali. Le analisi isotopiche delle ossa e campioni di collagene estratto dai fossili, suggeriscono che le renne e i cuccioli di orsi delle caverne fossero una parte importante nella dieta dei leoni delle caverne del nord-ovest. Sembra che in seguito alla scomparsa delle iene delle caverne, ci sia stato un cambio nelle preferenze alimentari dei leoni. Sembra infatti che gli ultimi leoni delle caverne avessero come unica preda le renne, che cacciarono fino all'orlo dell'estinzione locale, estirpando entrambe le specie.

### Distribuzione e habitat

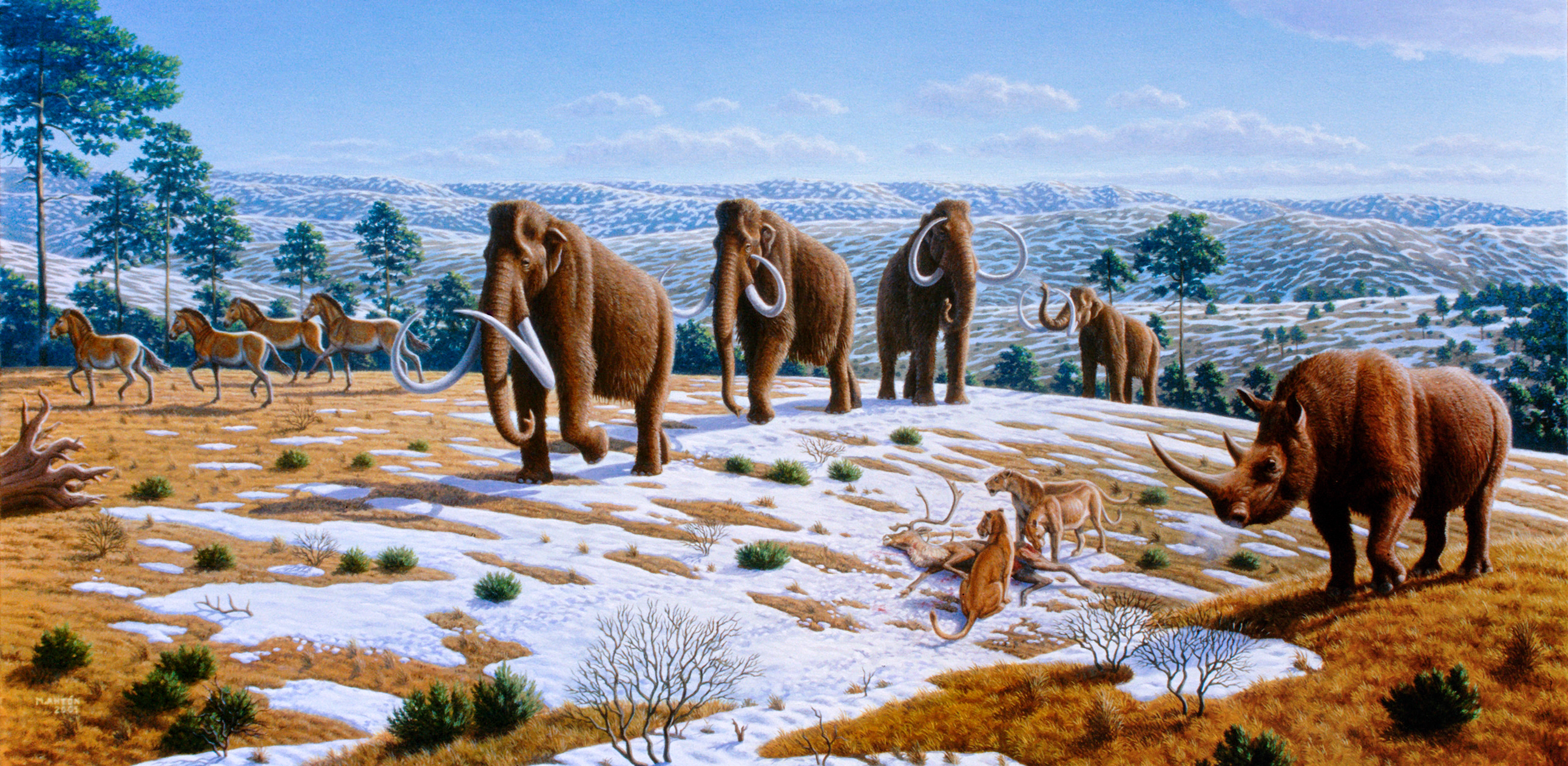
Un gruppo di leoni delle caverne e altri componenti della fauna dell'era glaciale, nel nord della Spagna, di Mauricio Antón

I leoni delle caverne erano diffusi in alcune parti dell'Europa e in Asia, dalla Gran Bretagna, alla Germania, l'Italia e la Spagna. In Giappone vi era invece la Panthera youngi.
A dispetto del suo nome, i complessi ipogei nei quali alcuni suoi resti sono stati ritrovati non ne costituivano un habitat. Probabilmente preferiva i boschi di conifere e i pascoli, in cui poteva cacciare erbivori di medie e grande taglia. Numerose impronte fossili di leone ritrovate insieme a quelle di renne dimostrano che i leoni non solo cacciavano questi animali, ma risiedevano negli stessi climi subpolari. La presenza di scheletri completi e articolati di leoni delle caverne nelle profondità delle tane degli orsi delle caverne sembra indicare che questi leoni, forse occasionalmente, si infiltrassero nelle tane degli orsi durante la stagione fredda per predarne i cuccioli o gli adulti più deboli. È stato ipotizzato che l'assenza di scheletri smembrati di orsi delle caverne e scheletri intatti di leoni indicasse che spesso questi avessero la peggio, e che gli orsi non si cibassero del loro corpo.

## Clonazione
Nel 2015, la scoperta dei due cuccioli di leoni delle caverne perfettamente conservati nella Repubblica di Sacha, e la conseguente estrazione del loro DNA, permetterebbe agli scienziati di riportare in vita il leone delle caverne, utilizzando una leonessa come madre surrogata, tramite il processo di de-estinzione.

## Nella cultura di massa
Appare nel film Alpha - Un'amicizia forte come la vita.